# Rederi

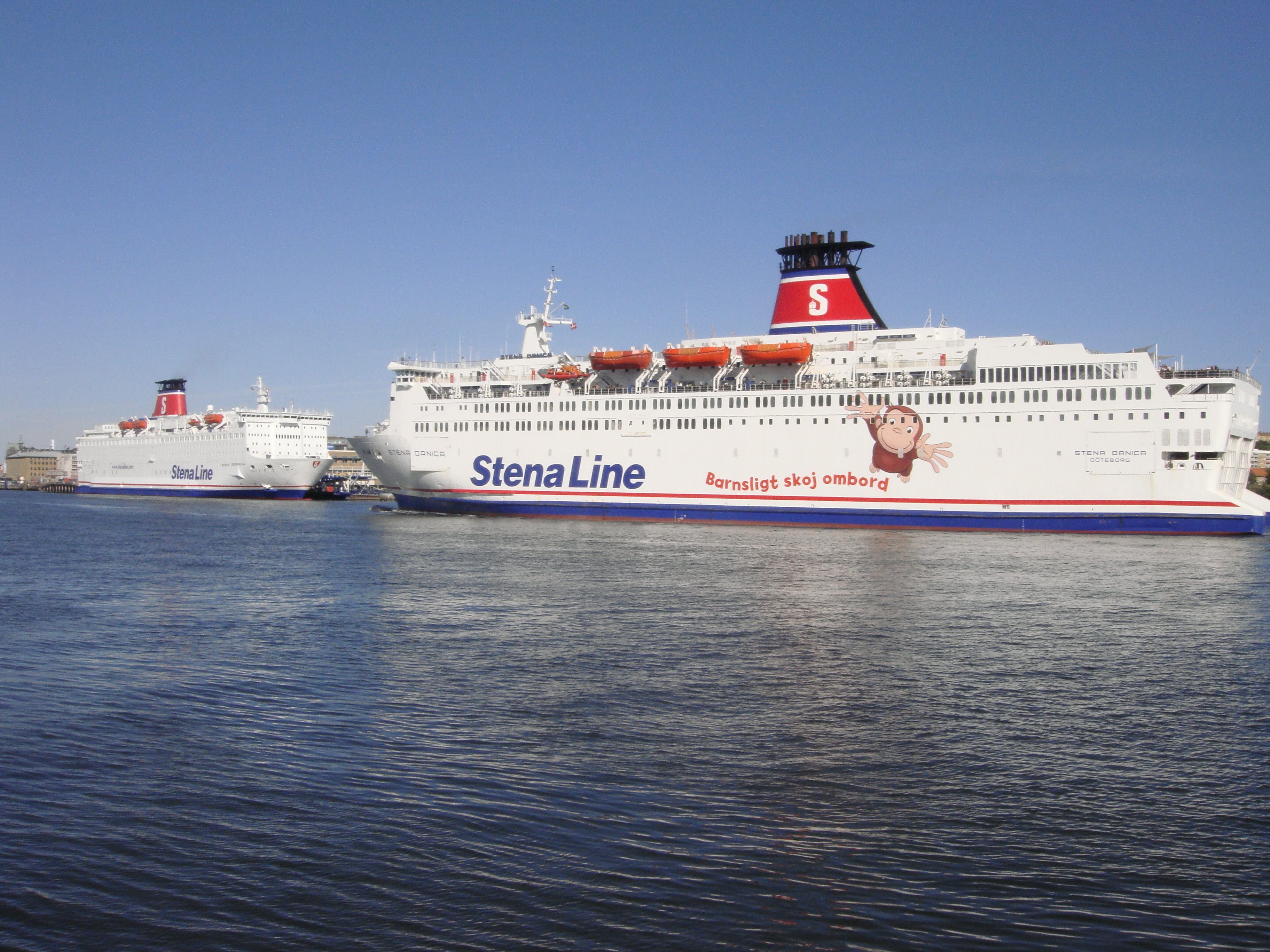
Två Stena Line-båtar.

Rederi är ett bolag som ägnar sig åt sjöfart. 
Svensk Sjöfart organiserar de rederier som bedriver sjöfart med lite större fartyg medan Sweref är branschorganisationen för det mindre tonnaget. Dessutom finns två särskilda organisationer som bevakar ångfartygens respektive segelfartygens intressen; Sveriges Ångbåtsförening och Sveriges Segelfartygsförening.
Det var till stor del rederibranschen som gav upphov till försäkringsväsendet genom att de, åtminstone förr, tog stora ekonomiska risker.

## Partrederi
Partrederi är en särskild bolagsform lydande under sjölagen, där ett antal fysiska eller juridiska personer slår sig samman för att bekosta ett handelsfartyg. Partrederi är närmast en form av handelsbolag men varje delägare ansvarar personligen i proportion till sin delägarandel. Skatte- och redovisningsmässigt betraktas dock ett partrederi som ett "enkelt bolag". Varje redare skall bidra till utgifterna för rederiets verksamhet i förhållande till sin andel i fartyget.  Vinst och förlust av rederiets verksamhet fördelas mellan redarna i förhållande till deras andelar. Ett överskott som inte behövs för rederiets utgifter ska delas ut.
Ett partrederi förutsätts ha en huvudredare, som vanligtvis äger den största andelen av fartyget och ofta även är befälhavare på fartyget. Denne ansvarar för bolagets administration och bokföring (som han förstås kan delegera till lejda krafter). Partrederi finns som bolagsform i alla de nordiska länderna.

## Färjerederier som trafikerar svenska vatten i urval
- Finnlink
- Gotlandsbolaget
- Trafikverket Färjerederiet
- Polferries
- Wasaline
- Sea Wind Line
- Scandlines
- Silja Line
- Stena Line
- Styrsöbolaget
- Tallink
- TT-Line
- Viking Line
- Waxholmsbolaget
- Unity Line